# Ліндон Гупер
Ліндон Гупер (англ. Lyndon Hooper, нар. 30 травня 1966, Джорджтаун) — канадський футболіст гаянського походження, що грав на позиції півзахисника, зокрема за «Торонто Бліззард» та «Монреаль Імпакт», а також національну збірну Канади.

## Клубна кар'єра
Народився в Джорджтауні, Гаяна, а в 11-річному віці перебрався з родиною до канадської Оттави. Грав у футбол за команду Університету Вілфріда Лор'є.
Згодом продовжив грати у футбол, виступав протягом 1987–1992 років за «Оттава Інтрепід», «Монреаль Супра» і «Торонто Бліззард». Згодом протягом сезону 1993/94 перебував у складі «Бірмінгем Сіті», за який провів лише 5 ігор на рівні другого англійського дивізіону.
1995 року продовжив кар'єру в Канаді у складі «Монреаль Імпакт». Наприкінці 1990-х грав за «Гамптон Роудс Марінерс», а на початку 2000-х завершував кар'єру у складі «Торонто Линкс».
2005 року повертався до «Торонто Линкс» як асистент головного тренера. Тоді ж провів ще декілька ігор на полі.

## Виступи за збірну
1986 року дебютував в офіційних матчах у складі національної збірної Канади.
У складі збірної був учасником розіграшу Золотого кубка КОНКАКАФ 1993 і розіграшу Золотого кубка КОНКАКАФ 1996 року.
Загалом протягом кар'єри в національній команді, яка тривала 12 років, провів у її формі 68 матчів, забивши 2 голи.

## Кар'єра тренера
Розпочав тренерську кар'єру відразу ж по завершенні кар'єри гравця, 2005 року, увійшовши до тренерського штабу клубу «Торонто Линкс». Наразі досвід тренерської роботи обмежується цим клубом.